# Quartier des Banques
Quartier des Banques est une série télévisée suisse et belge créée par la scénariste Stéphane Mitchell, le réalisateur Fulvio Bernasconi, le producteur Jean-Marc Fröhle (auteur de l'idée originale), et diffusée entre le 16 novembre et le 30 novembre 2017 sur la RTS.
Le budget par épisode est de 900 000 francs suisses. Une saison 2 a été tournée d'avril à juin 2019 et diffusée en février 2020.
La série passe aux USA sur la plateforme MHZ Choice est recommandée par le New York Times.

## Distribution
- Laura Sepul : Elisabeth Grangier
- Arnaud Binard : Alexandre Grangier
- Féodor Atkine : Maître Bartholdy
- Stéphane Metzger : David Neri
- Lauriane Gilliéron : Virginia Grangier
- Brigitte Fossey : Blanche Grangier
- Lubna Azabal : Luna
- Céline Schurr : Jeanne Grangier
- Karim Barras : Luc Naville
- Vincent Kucholl : Paul Grangier
- François Florey : Jean-Paul Schneeberger
- Maxence Hauri : Simon Grangier
- Sophie Broustal : Agathe
- Olga Korotyayeva : Madame Borova
- Michel Voïta : Peter Senn

## Fiche technique
- Titre original : Quartier des Banques
- Réalisation : Fulvio Bernasconi
- Scénario saison 1 : Stéphane Mitchell, Brigitte Leclef, Vincent Lavachery et Axel du Bus
- Scénario saison 2: Stéphane Mitchell, Sébastien Meier, Gania Latroche, Noémie Kocher, Axel du Bus
- Société de production : Point Prod et Panache Productions (co-production)
- Pays d'origine :  Suisse,  Belgique
- Langue originale : français
- Format : couleur
- Genre : drame, thriller
- Durée : 52 minutes

## Diffusion
- Suisse : 16 novembre 2017 - 30 novembre 2017 sur RTS Un.
- Belgique : 21 mars 2018 - 4 avril 2018 sur La Trois.
- Pays-Bas[3] : 19 mars 2018 - 23 avril 2018 sur NPO 2 sous le nom Banking District.
- Danemark[4] : 12 septembre 2018 - 26 septembre 2018 sur DR2 en 3 épisodes de 1h44 chacun sous le nom de Lugten af penge.
- France[5] : dès le 1er décembre 2018 sur Amazon Prime.
- Brésil[6] : dès le 24 mai 2019 sur Globoplay sous le nom Tempos de Crise.